# Lucknow
Pour les articles homonymes, voir Ville d'Orange.
Lucknow (prononcé [ˈlʌknaʊ], hindî : लखनऊ - ourdou : لکھنو) est la capitale de l'État de l'Uttar Pradesh en Inde. Elle est également la capitale de l'une des 18 divisions territoriales de cet État et du district de Lucknow.

## Géographie
Située au cœur de la plaine du Gange, la ville de Lucknow est entourée par plusieurs villages ruraux : Malihabad, Kakori, Mohanlal Ganj, Gosainganj, Chinhat et Itaunja. À l'est de la ville se trouve le district de Barabanki, à l'ouest le district d'Unnao, au sud le district de Raebareli et au nord les districts de Sitapur et Hardoi. La rivière Gomtî, serpente à travers la ville, la divisant en deux parties (Trans-Gomti et Cis-Gomti). La ville de Lucknow est située dans une zone sismique de niveau 3.

### Climat
Lucknow bénéficie d'un climat subtropical humide avec des hivers frais et sec de décembre à février et des étés secs et chauds, d'avril à juin. La saison des pluies se situe de la mi-juin à la mi-septembre, et Lucknow alors reçoit des précipitations moyennes de 1 010 millimètres, principalement des vents de mousson qui viennent du sud-ouest ; le brouillard est assez fréquent de fin décembre à fin janvier. En hiver, la température maximale est d'environ 21 °C et le minimum est environ 3 °C. Les étés peuvent être très chauds avec des températures atteignant les 40 à 45 °C, la moyenne des températures maximales étant de 30 °C.
| Mois                                | jan. | fév. | mars | avril | mai  | juin  | jui.  | août  | sep.  | oct. | nov. | déc. | année |
| ----------------------------------- | ---- | ---- | ---- | ----- | ---- | ----- | ----- | ----- | ----- | ---- | ---- | ---- | ----- |
| Température minimale moyenne (°C)   | 8    | 10   | 16   | 21    | 25   | 27    | 26    | 26    | 25    | 19   | 12   | 8    | 18,6  |
| Température moyenne (°C)            | 15   | 18   | 24   | 29    | 32   | 32    | 29    | 29    | 29    | 25   | 20   | 16   | 24,8  |
| Température maximale moyenne (°C)   | 23   | 26   | 32   | 38    | 40   | 37    | 33    | 32    | 33    | 32   | 28   | 24   | 31,5  |
| Précipitations (mm)                 | 21,9 | 11,2 | 7,7  | 4,9   | 16,5 | 107,4 | 294,3 | 313,9 | 180,6 | 45,2 | 3,8  | 7,3  | 1 015 |
| Nombre de jours avec précipitations | 1,6  | 1,1  | 0,7  | 0,5   | 1    | 4,2   | 11,6  | 13,1  | 7,4   | 2    | 0,3  | 0,7  |       |

## Démographie
C'est la deuxième ville de l'Uttar Pradesh après Kanpur (4 130 000 hab.) et la douzième ville de l'Inde (d'après le recensement de 2001).
En 2011, la population recensée de Lucknow est de 2 945 509 personnes. La majorité de la population de Lucknow est originaire de l'Uttar Pradesh même si des Bengalis, des Indiens du Sud et des Anglo-Indiens se sont également installés à Lucknow.
Les hindouistes représentent environ 77 % de la population et les musulmans environ 20 %.
Il y a aussi des petits groupes de sikhs, de jaïns, de chrétiens et de bouddhistes.
D'après le recensement de 2001, le taux d'alphabétisation est de 69,39 % (61,22 % pour les femmes et 76,63 % pour les hommes) ; la population compte environ 893 femmes pour 1 000 hommes.
| 1981      | 1991      | 2001      | 2011      |
| --------- | --------- | --------- | --------- |
| 1 007 604 | 1 669 204 | 2 245 509 | 2 945 509 |

## Économie
Aujourd'hui, Lucknow est une ville dynamique qui connaît un boum économique et qui figure parmi les dix premières villes à plus forte croissance de l'Inde.
Lucknow est non seulement un marché important et une ville commerciale du nord de l'Inde, mais aussi une plate-forme émergente pour le secteur tertiaire. Étant la capitale de l'Uttar Pradesh, les entreprises du secteur public sont les principaux employeurs de la classe moyenne. La libéralisation a créé beaucoup plus de possibilités dans le secteur commercial et des services ; les professions libérales sont également en plein essor.
Lucknow fournit aussi une bonne zone de recrutement de personnel qualifié pour les sociétés informatiques et pour le BPO. La ville est le siège de la Small Industries Development Bank of India (SIDBI) et de la Pradeshiya Industrial and Investment Corporation of Uttar Pradesh (PICUP). Le bureau régional pour le développement des industries de l'Uttar Pradesh (Regional office of the Uttar Pradesh State Industries Development Corporation) se trouve également ici.

## Transports

### Transports routiers
La ville dispose de nombreux moyens de transports publics tels que les taxis, les autobus et les bus CNG ainsi que les cyclo-pousses et auto-pousses. La GNC a récemment introduit un carburant automobile pour diminuer la pollution de l'air dans la ville. Le service de bus de la ville est dirigé par la Lucknow Mahanagar Sewa Parivahan, qui fait partie de l'Uttar Pradesh State Road Transport Corporation (UPSRTC).

### Transports ferroviaires
La ville est desservie par plusieurs gares (13) situées à différents endroits de la ville. La gare principale est à la gare de Lucknow Charbagh. Le principal terminal appartient à Northern Railway (NR) (code gare: LKO), une division de l'Indian Railways et le second terminal est géré par la North Eastern Railway (TNS) (code gare: LJN).
Lucknow est un grand carrefour avec des trains vers toutes les grandes villes de l'Inde : New Delhi, Bombay, Calcutta, Chennai, Hyderabad, Bangalore, Ahmedabad, Pune, Indore, Bhopal, Gwâlior, Jabalpur, Jaipur et d'autres. Toutes les stations se trouvent à l'intérieur de la ville et sont reliées les unes aux autres par le réseau routier et par les transports publics.

## Histoire

Lucknow durant la révolte des Cipayes.

L'Awadh est considéré comme une des plus vieilles régions hindoues. D'après la légende, Ramchandra d'Ayodhya, le héros du Rāmāyana, offrit le territoire de Lucknow à son frère Lakshman, après qu'il eut conquis le Sri Lanka et fini son exil dans la jungle. Ainsi, on raconte aujourd'hui que le vrai nom de Lucknow était Lakshmanpur.
La ville en elle-même fut fondée au XIIIe siècle, et a été sous la domination du sultanat de Delhi, de l'Empire moghol, du nabab de l'Awadh, de la Compagnie britannique des Indes orientales et du Raj britannique.
La ville devint importante en 1528 lorsqu'elle fut prise par Babur et ne se développa véritablement qu'à partir du début du XVIIIe siècle lorsque les Moghols nommèrent un nabab pour gouverner la région, l'Awadh (ou Oudh). L'ascension économique et culturelle de Lucknow commença lorsqu'elle devint la capitale de l'Awadh, choix du nabab Asaf-ud-Dowlah. Ce dernier était un grand philanthrope et Lucknow reçut de lui un héritage unique. Les nababs de l'Awadh contribuèrent beaucoup à l'architecture de la ville, notamment à travers plusieurs monuments imposants. Parmi ceux encore debout aujourd'hui, l'Imambara Bara, l'Imambara Chhota, et le Darwaza Roomi sont des exemples notables. L'autre contribution des nababs subsistant encore aujourd'hui est la riche culture de la ville qui sera connue sous le nom de Ganga-Jamuni tehzeeb. La dynastie de nababs perdura jusqu'à l'annexion du territoire par les Britanniques en 1856.
Fin 1857, la ville fut le théâtre de sanglants affrontements lors de la révolte des Cipayes. La ville fut assiégée puis prise par les rebelles. Elle ne fut reprise par les Britanniques qu'en mars 1858 après une résistance farouche. La Lucknow des nababs de l'Aoude est conséquemment saccagée et fortement anéantie par la Compagnie des Indes orientales et le Royaume-Uni intervenu en soutien à celle-ci. Une partie de la ville historique est rasée, notamment le grand complexe palatial du Qaisar Bagh (« Jardin de César »), modifiant définitivement l'urbanisme et l'apparence de Lucknow. 
En 1901, après être restée la capitale de l'Oudh depuis 1775, la ville de Lucknow, qui comptait alors 264 049 habitants, fut rattachée à la nouvelle région des Provinces-Unies d'Agra et d'Oudh. Cependant en 1920, elle en est devenue la capitale provinciale, lorsque le siège du gouvernement a été déplacé à Allahabad.
Après l'indépendance indienne de 1947, Lucknow resta la capitale des Provinces-Unies d'Agra et d'Oudh, qui prirent le nom d'Uttar Pradesh. Auparavant, la ville abritait le siège de la Ligue musulmane qui donnera naissance au Pakistan.

## Administration
Lucknow est la capitale politique et administrative de l'Uttar Pradesh. La ville élit les membres du Lok Sabha, ainsi que les membres de l'Uttar Pradesh Vidhan Sabha (Assemblée de l'État).
Lucknow possède deux circonscriptions électorales au Lok Sabha nommées Lucknow et Mohanlalganj. La ville est administrée par la Lucknow Municipal Corporation et le pouvoir exécutif appartient au commissaire municipal de Lucknow, également appelé le maire de la ville.
La police de Lucknow est dirigée par un inspecteur général. La ville est divisée en plusieurs zones, chacune dirigée par un inspecteur adjoint de la police (Deputy Inspector General of Police). La police contrôlant la circulation dans la ville est en partie indépendante de la police de Lucknow.

## Éducation
Lucknow abrite de nombreuses organisations d'enseignement et de recherche de premier plan, dont :
- Institut supérieur de médecine Sanjay Gandhi
- Institut indien de management de Lucknow
- Université médicale Chhatrapati Shahuji Maharaj
- Université technique de l'Uttar Pradesh
- Université de Lucknow
- Université Babasaheb Bhimrao Ambedkar
- La Martinière de Lucknow

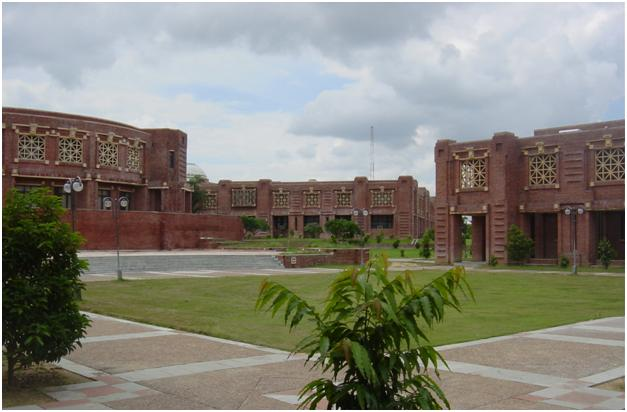
Institut indien de management de Lucknow.
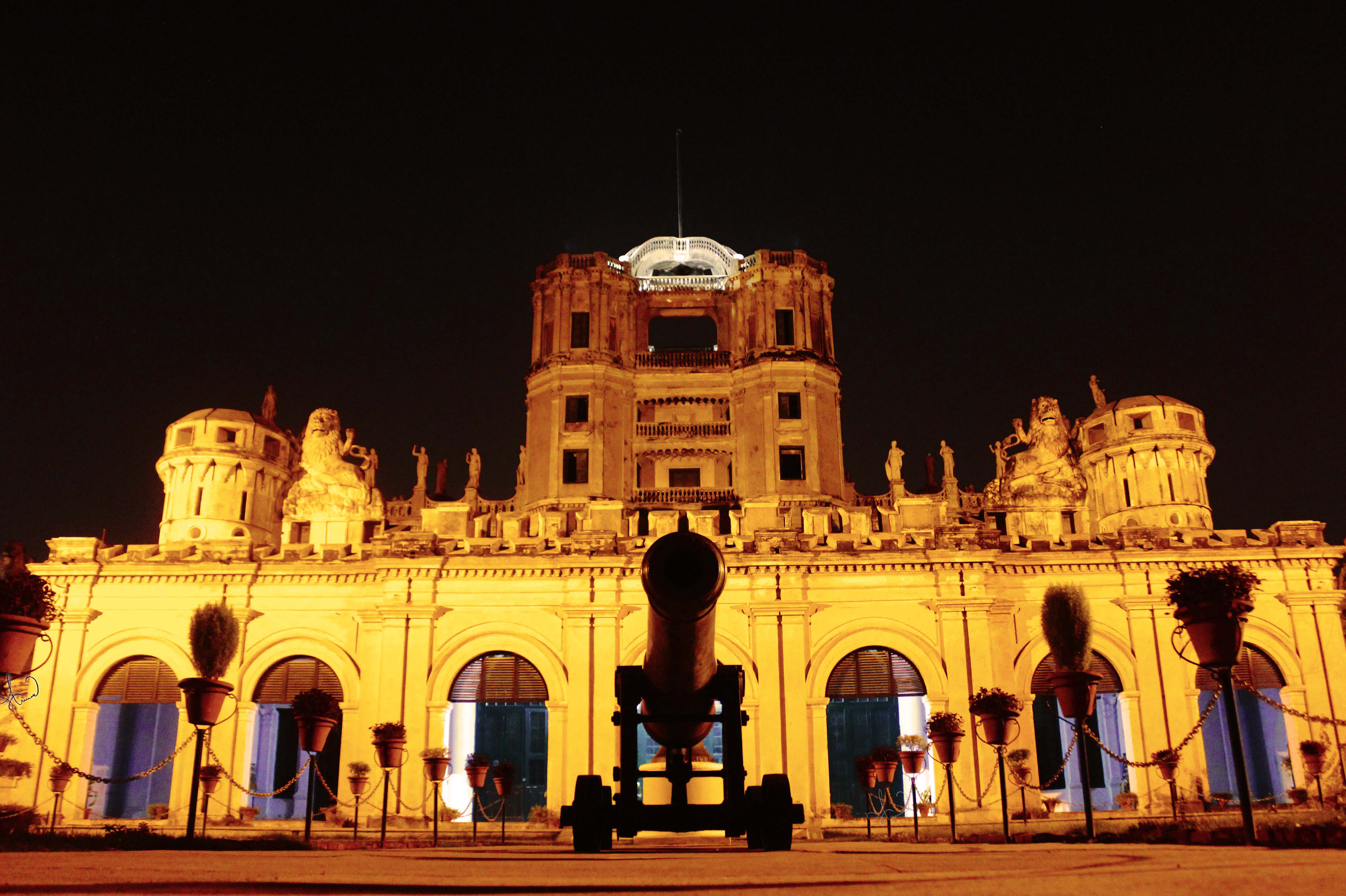
La Martinière de Lucknow.
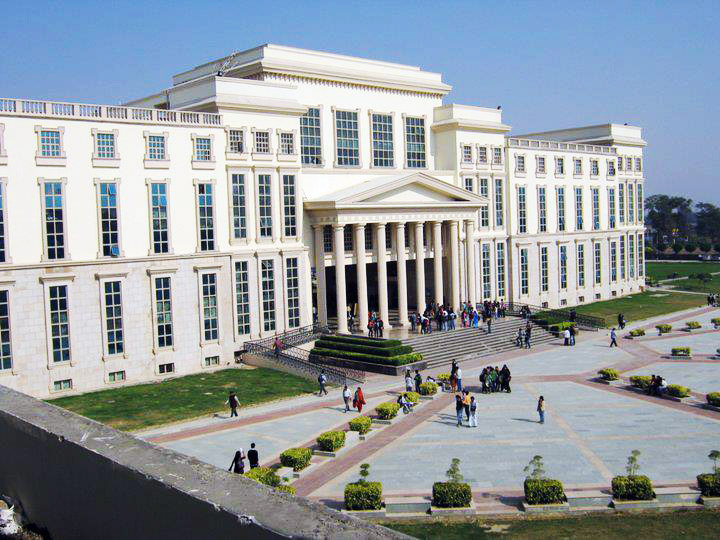
Campus de l'Université Amity de Lucknow.
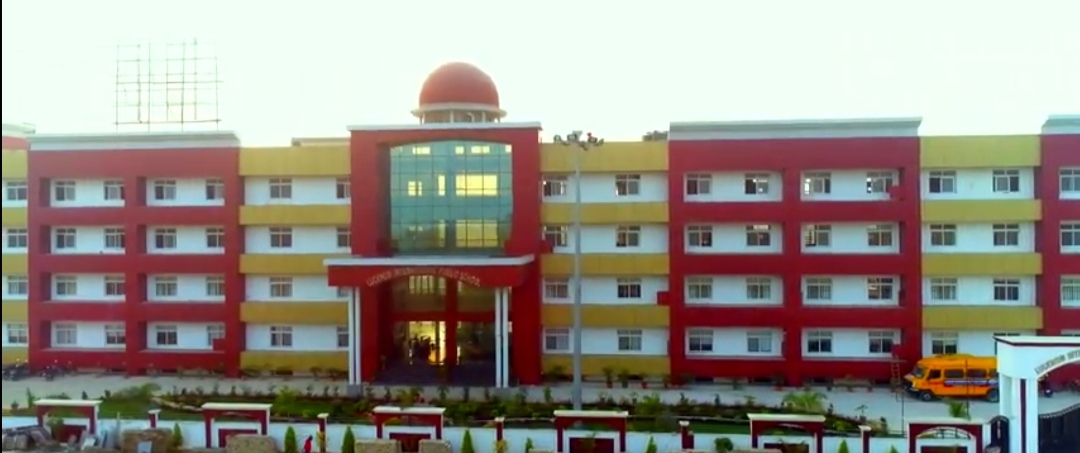
École publique internationale de Lucknow.
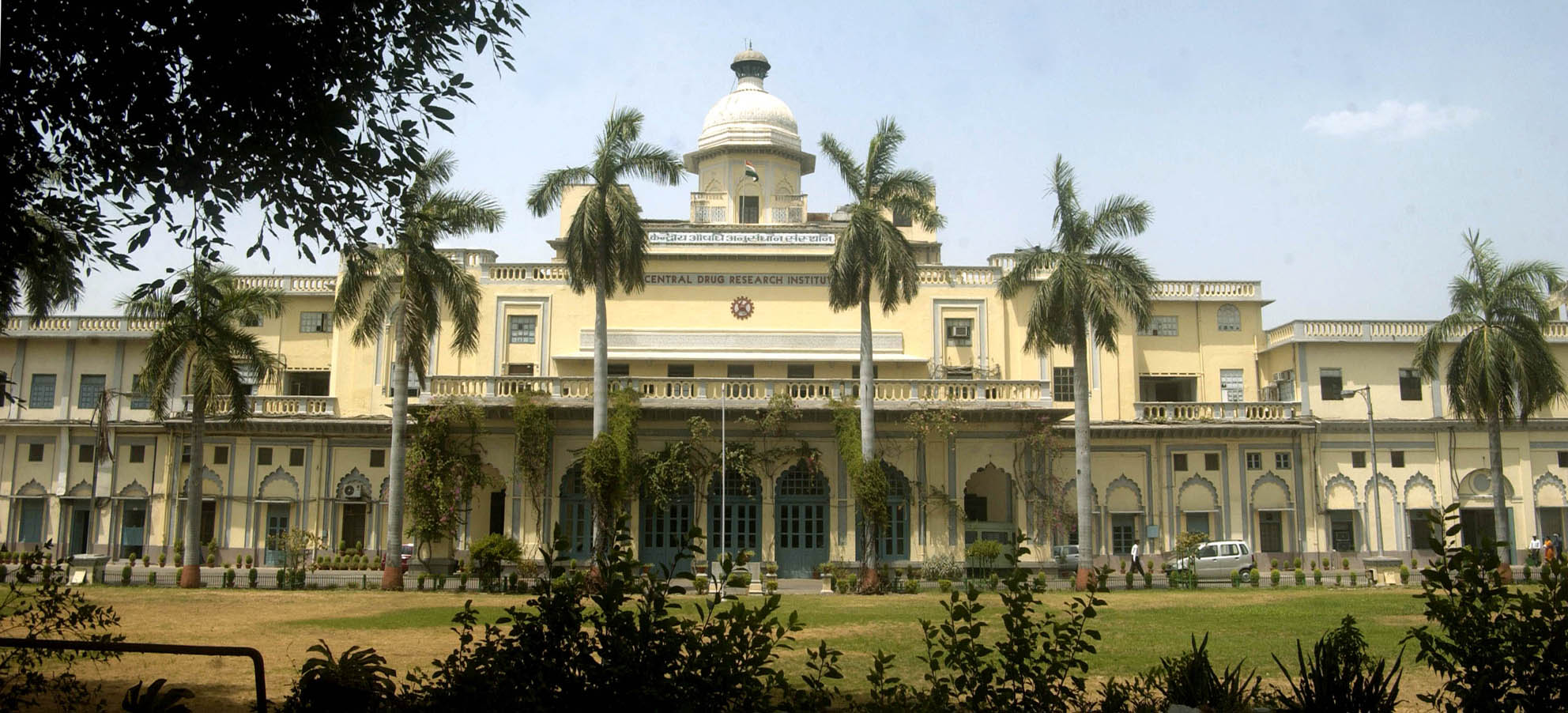
Institut central de recherche pharmaceutique (dans son ancien campus du Palais Chattar Manzil).

## Lieux et monuments
- Chota Imambara
- Imambara Bara
- Chhatar Manzil ou « Palais de l'Ombrelle » ; Première résidence des rois d'Aoude
- Constantia ; Palais du militaire et aventurier français Claude Martin
- The Residency (« La Résidence ») ; Résidence officielle du diplomate britannique auprès d'Aoude
- Jama Masjid ou « Mosquée du Vendredi »
- Rumi Darwaza (« Porte romaine ») ; Porte massive d'apparat

## Culture
Dans son roman Kim, l'écrivain Rudyard Kipling faisait voyager le lecteur dans les plus grandes villes historiques comme Lahore et Lucknow. La ville est renommée pour ses beaux jardins, sa poésie, sa musique et sa cuisine.
Lucknow représente une culture qui allie la chaleur, le raffinement, la courtoisie et l'amour de la vie. La culture Pehle-Aap (« après-toi ») est en déclin, mais une petite partie de la société de Lucknow possède encore l'étiquette qui fait le charme de la « cité dorée de l'Est ». Cette richesse culturelle, connue sous le nom de Lakhnawi tehzeeb, mélange les cultures de deux communautés indienne et britannique qui, en vivant côte à côte pendant des siècles, ont pu partager les mêmes intérêts et parler une langue commune.

### Cuisine
La région Awadh a sa propre cuisine : la cuisine nawab, avec différents types de biryani, de brochettes et de pains. On trouve d'ailleurs plusieurs sortes de brochettes (kebabs) : les kebabs Kakori, Galawati, Shami, Boti, Patili-ke-Kababs, Ghutwa et Seekh sont les plus connues.

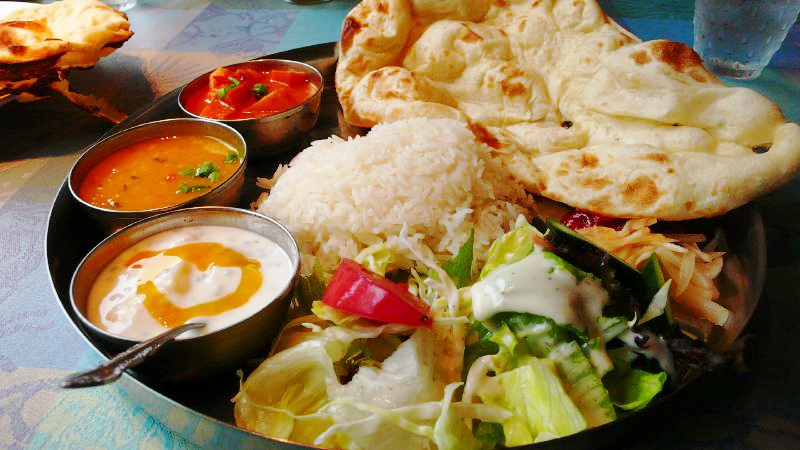
Thali végétarien.
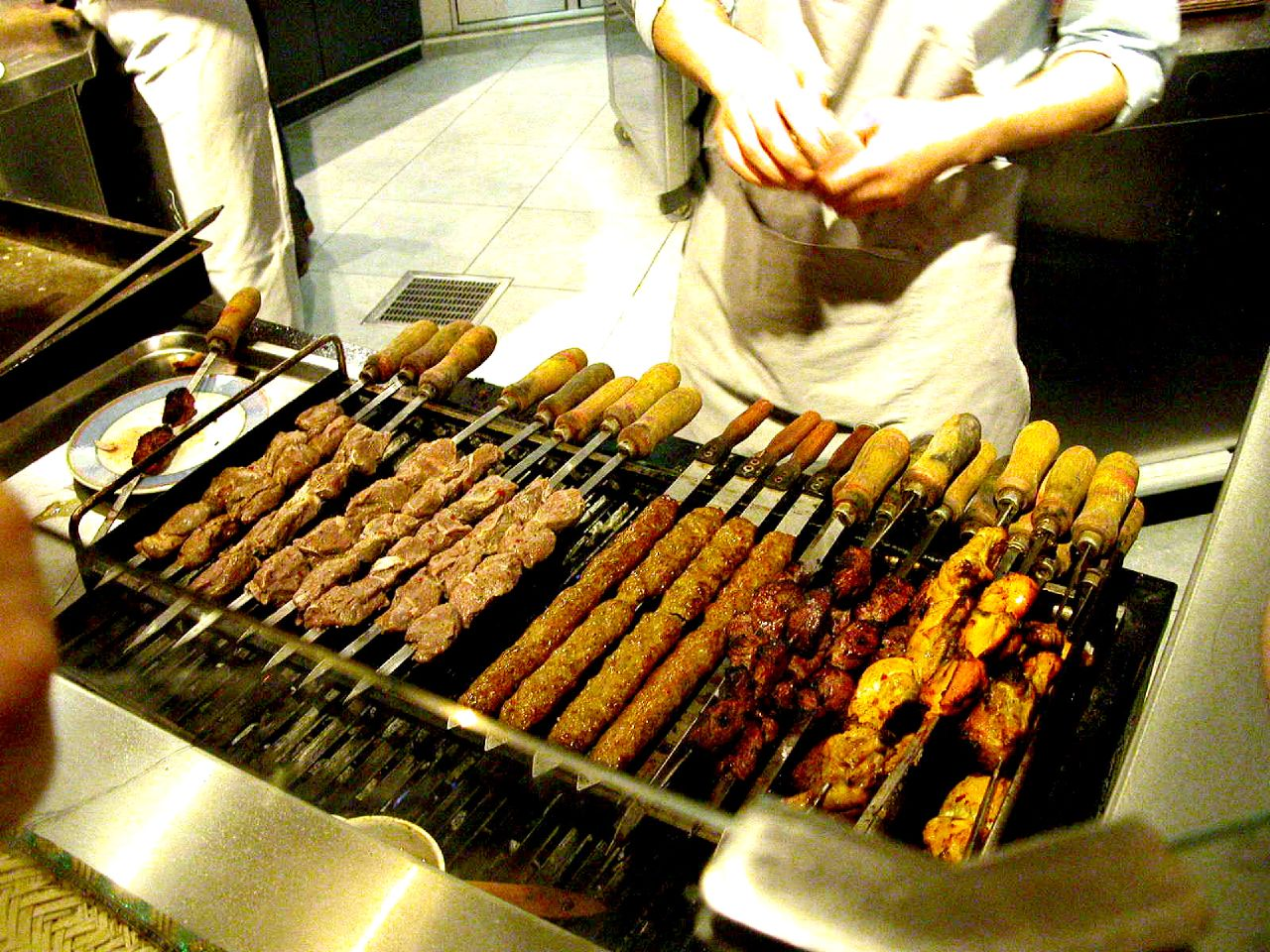
Brochettes.
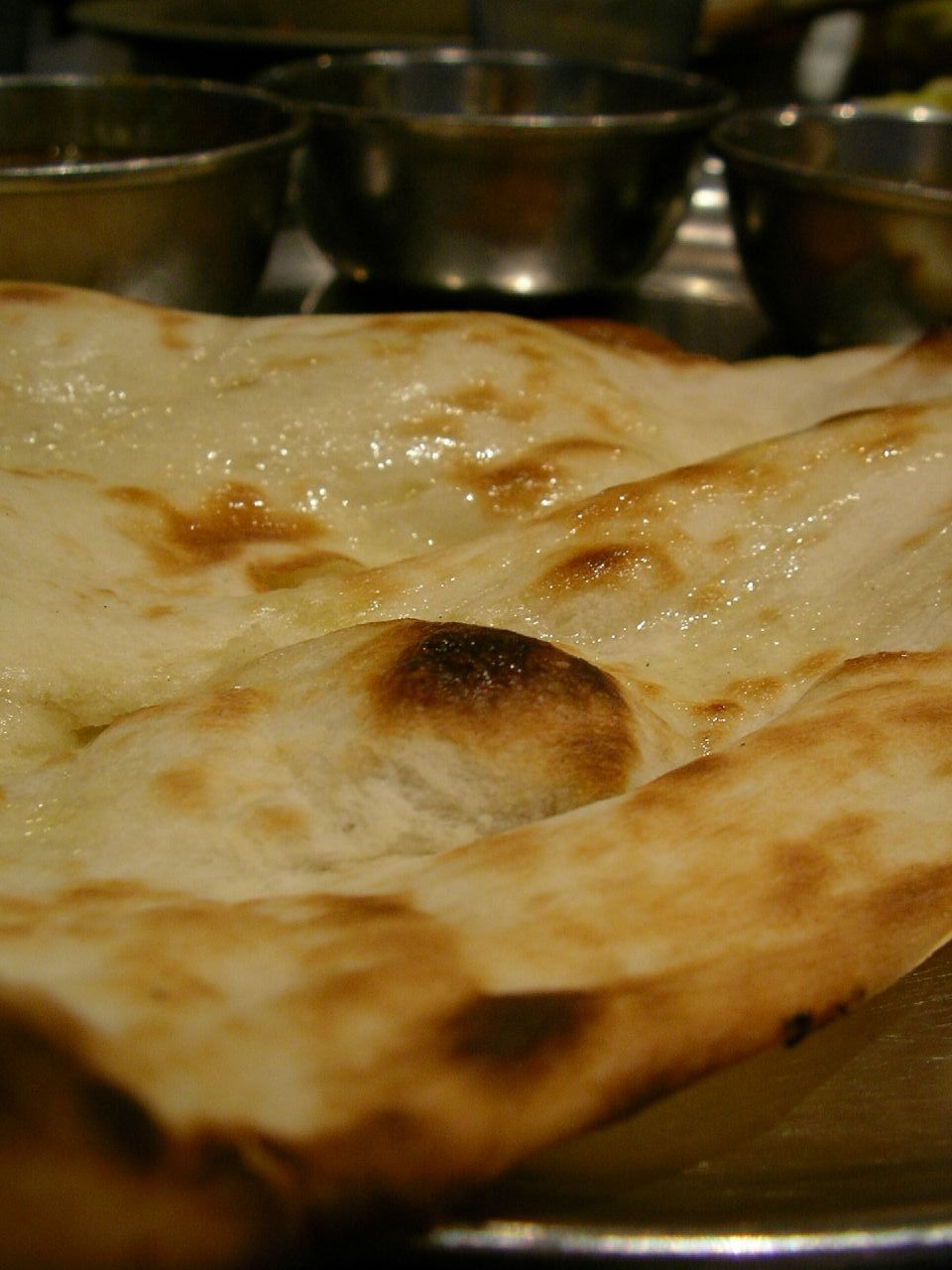
Naans : pains très consommés dans l'Uttar Pradesh.
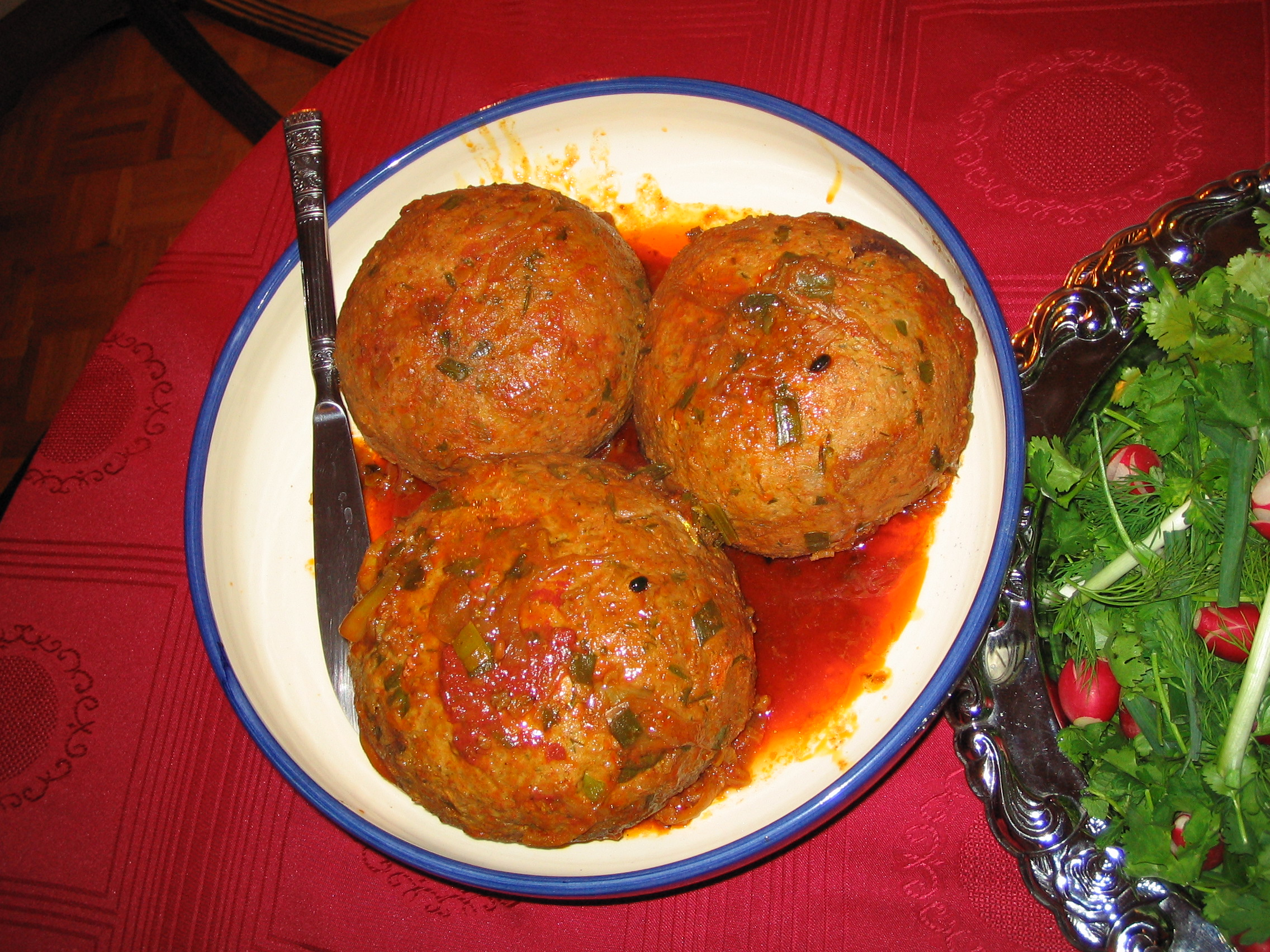
Koftahs.
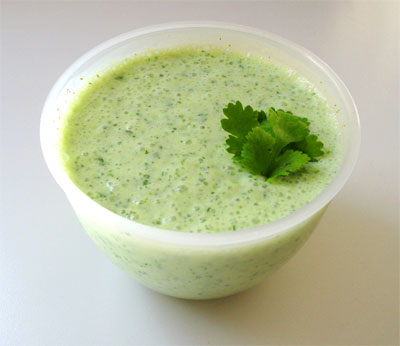
Raïta : sauce originaire de l'Uttar Pradesh.
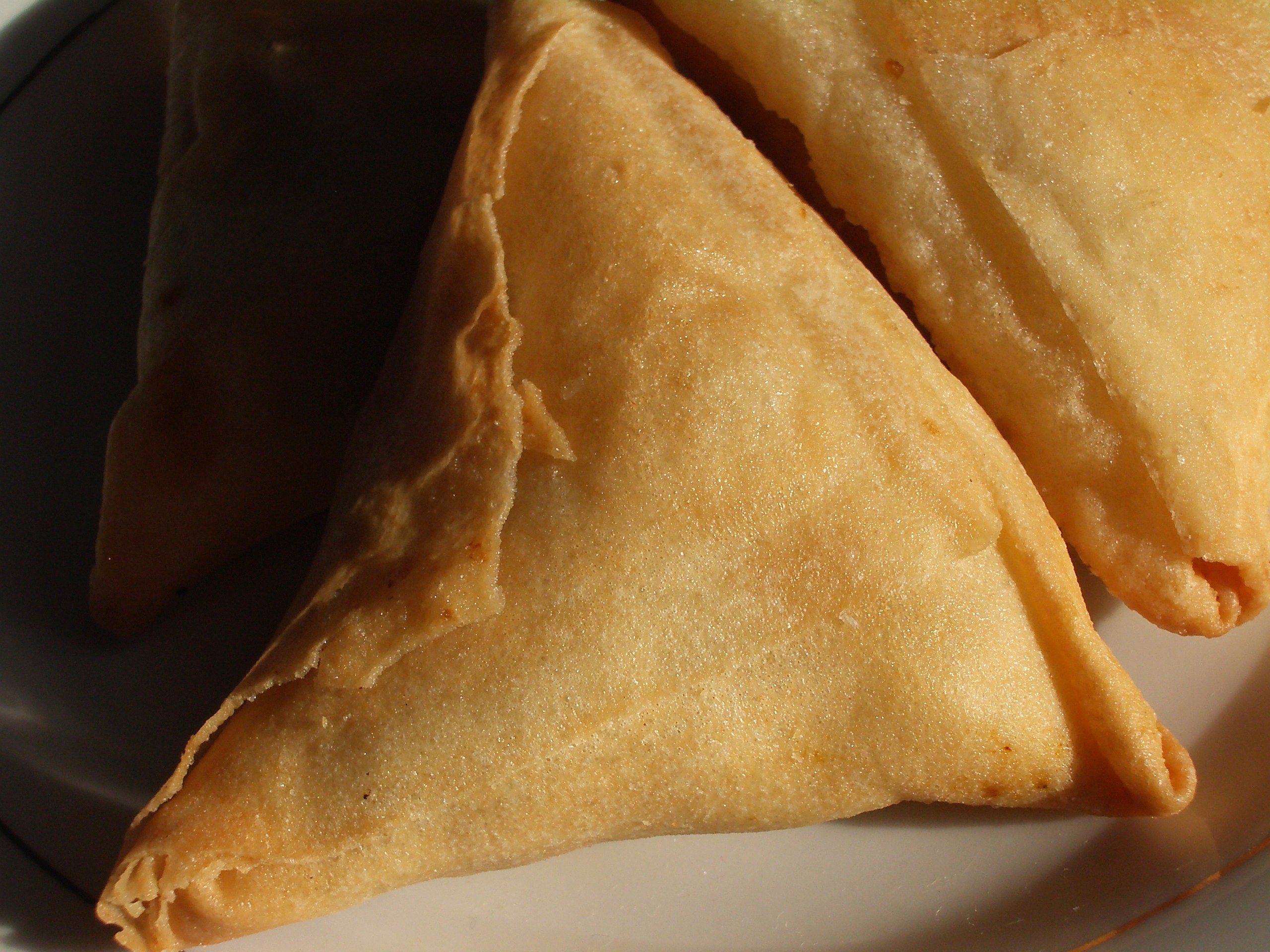
Samoussas : beignets très populaires dans l'Uttar Pradesh.
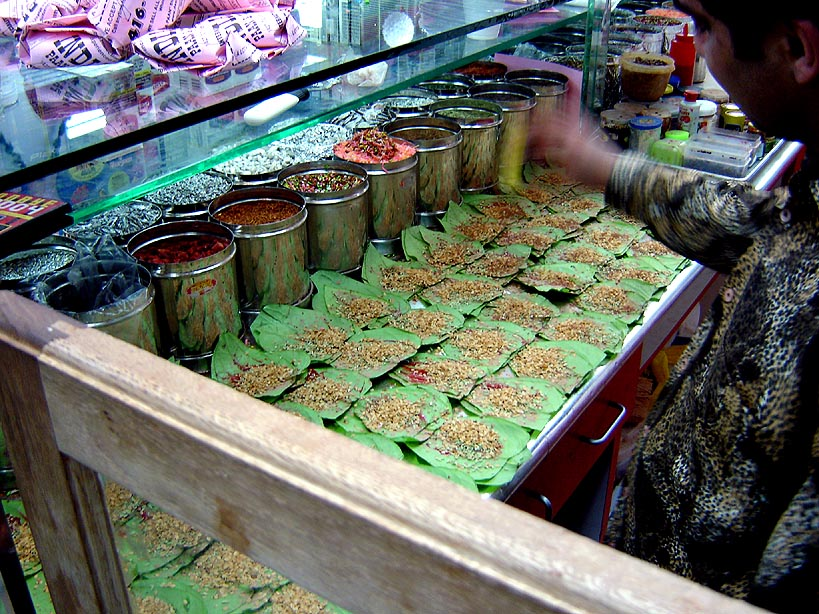
Magasin de paan (feuille de bétel que l'on mâche avec de la chaux et de la noix d'arec).

### Presse
Lucknow a toujours été un centre important du journalisme. Le National Herald, journal créé par le premier Premier ministre de l'Inde Jawaharlal Nehru en 1938, était publié de Lucknow et rédigé par Manikonda Chalapathi Rau. Plusieurs quotidiens en hindî, en ourdou et en anglais sont publiés de Lucknow. Les principaux quotidiens anglais lus dans la ville sont The Times of India, l’Hindustan Times et The Pioneerand Indian Express. Parmi les journaux disponibles en hindî, on trouve : le State Panther, le Swatantra Bharat, le Dainik Jagran, l’Amar Ujala, le Dainik Hindustan, le Rashtriya Sahara, le Jansatta et I Next. Les principaux journaux en ourdou sont le Jayeza Daily, le Rashtriya Sahara, le Sahafat, le Qaumi Khabrein et le Aag.
La Press Trust of India et la United News of India ont leurs bureaux dans la ville et tous les grands journaux du pays ont des correspondants et des informateurs à Lucknow.

### Radio
La diffusion de la radio FM a commencé à Lucknow en 2000, et la ville compte aujourd'hui plusieurs stations :
- Radio City 91,1 MHz
- Red FM 93,5 MHz
- Radio Mirchi 98,3 MHz
- Rainbow FM AIR 100,7 MHz
- Gyan Vani 105,6 MHz (éducation)

À noter qu'une des premières antennes d'All India Radio a été lancée dans la ville.

### Internet
La ville possède un accès à Internet haut-débit.
Des acteurs majeurs de la télécommunication comme BSNL, Bharti Airtel, Reliance Communications, Tata Communications et STPI possèdent une infrastructure assez large pour fournir l'Internet haut débit aux particuliers et aux entreprises.

### Sports
Lucknow a toujours été une ville appréciant le sport. Dans le passé, le kushti, le kabaddi, les échecs, le cerf-volant et les combats de coqs ont été des divertissements populaires. Pendant des décennies, Lucknow a accueilli le prestigieux tournoi de cricket Sheesh Mahal. Aujourd'hui le cricket, le football, le badminton, le golf et le hockey sont parmi les sports les plus populaires de la ville.
La ville possède dans son palmarès de bons records sportifs et plusieurs sportifs de renommée mondiale sont originaires de Lucknow. La Lucknow Sports Hostel a produit des joueurs de cricket internationaux tels que Mohammed Kaif, Piyush Chawla, Suresh Raina, Gyanendra Pandey et R.P. Singh. Il y a également d'autres personnalités sportives comme Ghaus Mohammed Khan, le premier joueur de tennis indien qui ait atteint les quarts de finale à Wimbledon.

## Jumelages
| Ville | Ville     | Pays | Pays      |
| ----- | --------- | ---- | --------- |
|       | Brisbane  |      | Australie |
|       | Montréal, |      | Canada    |